# Gneo Cornelio Lentulo (console 97 a.C.)
Gneo Cornelio Lentulo  (fl. I secolo a.C.) è stato un politico romano, console nel 97 a.C..

## Biografia
Il suo nome è noto solo dai Fasti consolari ed è citato anche da Plinio il Vecchio , anche se non sono noti altri avvenimenti relativi all'anno del suo consolato.
Fu probabilmente il padre adottivo di Gneo Cornelio Lentulo Clodiano, console nell'anno 72 a.C..